# Iris Ploog

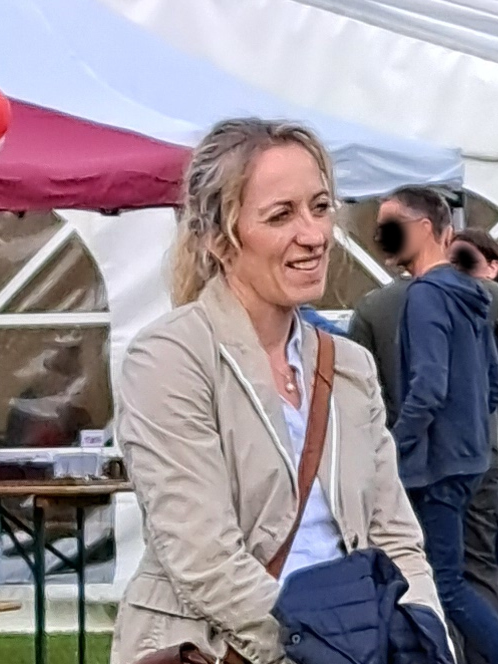
Bürgermeisterin Iris Ploog

Iris Ploog (* 11. Juni 1979 in Rendsburg) ist eine deutsche sozialdemokratische Kommunalpolitikerin und seit Anfang 2023 Bürgermeisterin der Stadt Eckernförde.

## Leben
Iris Ploog wuchs in Osterstedt auf, machte ihren Realschulabschluss in Todenbüttel und absolvierte danach eine Ausbildung zur Verwaltungsfachangestellten. 1998 begann Ploog zunächst eine Tätigkeit bei der Kreisverwaltung Rendsburg-Eckernförde, erwarb nebenher die Fachhochschulreife und war bis zu ihrem Wechsel im Jahr 2005 zum Jobcenter des Kreises Rendsburg-Eckernförde in unterschiedlichen Bereichen bei der Kreisverwaltung und auch bei der Verwaltung des Amtes Jevenstedt tätig. Beim Jobcenter wurde sie Mitglied des Personalrats und stellvertretende Bereichsleiterin im Bereich Markt & Integration.
Iris Ploog ist verheiratet und hat einen Sohn.

## Politischer Werdegang
2008 wurde Ploog erstmalig in ein Kommunalparlament gewählt: sie wurde Mitglied der Hohenwestedter Gemeindevertretung. 2012/2013 war sie zunächst bürgerliches Mitglied der Rendsburg-Eckernförder SPD-Fraktion im Kreistag und gehörte dem Kreistag seit 2013 selbst als Abgeordnete an. 2021 übernahm sie das Amt als Vorsitzende der SPD-Fraktion im Kreistag Rendsburg-Eckernförde.

## Wahl zur Eckernförder Bürgermeisterin
Da der seit 2007 amtierende Bürgermeister Eckernfördes Jörg Sibbel auf eine dritte Kandidatur um das Amt verzichtete, nominierte der Eckernförder SPD-Ortsverband für die Neuwahl Iris Ploog als Kandidatin. Ploogs Wahl wurde auch vom SSW empfohlen.
Iris Ploog erhielt bei der Direktwahl am 8. Mai 2022 gegen drei Gegenkandidaten: 3561 Stimmen und damit einen Stimmenanteil von 31,8 Prozent. Bei der Stichwahl am 29. Mai setzte sich Iris Ploog mit 4323 Wählerstimmen (58,6 Prozent) gegen Jenny Kannengießer (zum Zeitpunkt der Wahl parteilos, aber Ratsfrau der Grünen; nominiert von CDU, Grünen und FDP – 3060 Stimmen, 41,4 Prozent; inzwischen Mitglied der Grünen) durch. Die Wahlbeteiligung bei der Stichwahl lag bei nur 39,5 Prozent.
Jörg Sibbel gab vorzeitig das Bürgermeisteramt auf, weil er am 29. Juni 2022 zum Staatssekretär ins Kieler Innenministerium berufen wurde. Bis zum Amtsantritt von Iris Ploog war die Stellvertreterin von Sibbel, Katharina Heldt, kommissarische Bürgermeisterin.

## Zitat
- Veränderung passiert nicht von alleine, sie braucht jemanden, der sie anschiebt. Diese Person möchte ich für Eckernförde sein. Neben meiner Erfahrung in Führung und Verwaltung bringe ich vor allem eins mit: einen klaren und wertschätzenden Kommunikationsstil.[4]